# Lion Wagenaar

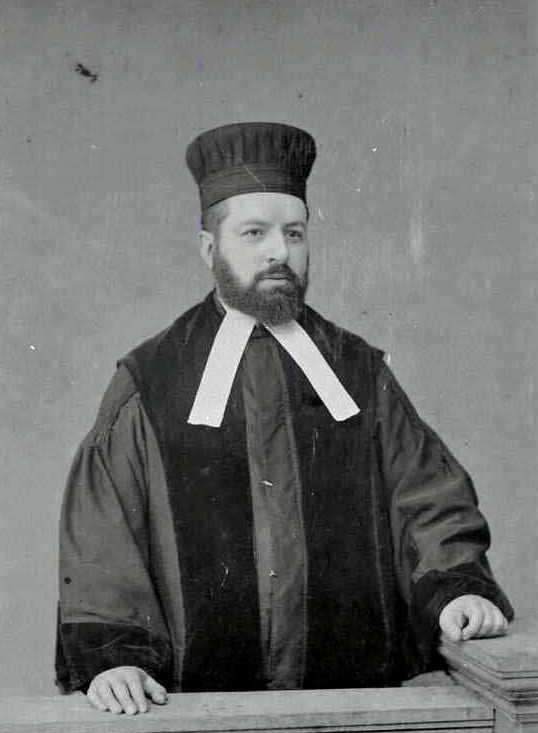
L. Wagenaar

Lion Wagenaar (Amsterdam, 22 september 1855 - Amsterdam, 4 juni 1930) was een Nederlandse opperrabbijn.

## Leven en werk
Wagenaar werd in Amsterdam geboren als zoon van koopman Alexander Wagenaar en diens vrouw Nanette Ephraim van Praag. Hij trouwde in 1882 met Helene Wormser (1857-1916), uit dit huwelijk werden vijf kinderen geboren. Een zuster van Lion Wagenaar was getrouwd met opperrabbijn Abraham Samson Onderwijzer. Een zuster van Helene Wormser, Karolina, was getrouwd met opperrabbijn Tobias Tal.
Wagenaar bezocht het Nederlands Israëlietisch Seminarium, onder rector Joseph Hirsch Dünner. In 1880 behaalde hij de Moré-titel en het jaar erop werd hij conrector van het NIS.
In 1888 werd hij benoemd tot opperrabbijn van het synagogaal resort Friesland als opvolger van Baruch Bendit Dusnus. In 1895 volgde zijn benoeming tot opperrabbijn van Gelderland. Hij was daarnaast meerdere malen ad interim opperrabbijn, voor de ressorten Overijssel, Noord-Brabant, Limburg en Utrecht. Hij was stichter en eerste voorzitter van de Vergadering van Opperrabbijnen in Nederland. In 1918 legde Wagenaar zijn functie als opperrabbijn van Gelderland neer en werd hij rector van het Nederlands Israëlietisch Seminarium in Amsterdam.
Wagenaar overleed op 74-jarige leeftijd en werd begraven op de joodse begraafplaats Moscowa in Arnhem naast zijn in 1916 overleden echtgenote.